# وریشن
وریشن (به ارمنی: Վերիշեն) یک سکونتگاه مسکونی در ارمنستان است که در استان سیونیک واقع شده‌است.  در  کیلومتری جنوب کاپان، مرکز استان سیونیک واقع شده است.

## خصوصیات
وریشن ۲۴٫۸۶ کیلومترمربع مساحت و ۲٬۵۳۲ نفر جمعیت دارد و در ارتفاع  متر بالاتر از سطح دریا قرار گرفته است.